# Conura side
Conura side är en stekelart som först beskrevs av Walker 1843.  Conura side ingår i släktet Conura och familjen bredlårsteklar. Inga underarter finns listade i Catalogue of Life.